# Simoradz

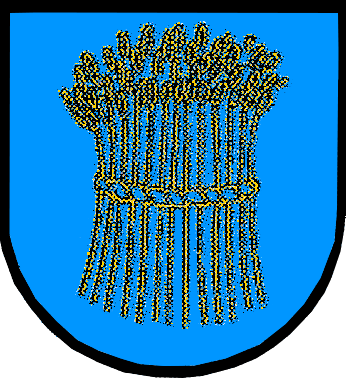
Nieoficjalny herb wsi Simoradz

Simoradz (cz. Semorad, niem. Schimoradz) – wieś sołecka w województwie śląskim, w powiecie cieszyńskim, w gminie Dębowiec. Wieś o charakterze rolniczym, w historycznych granicach regionu Śląska Cieszyńskiego.
Powierzchnia sołectwa wynosi 695,37 ha, zaś w 2006 w 223 domach mieszkało 996 mieszkańców, co dawało gęstość zaludnienia równą 143,2 os./km².

## Nazwa i herb
Nazwa pierwotna była nazwą dzierżawczą i brzmiała tak samo jak staropolskie imię Siemoradz, a pierwsza wzmianka w 1286 wystąpiła jako Semoradz, potem Semoraz, 1305, Zimoracz, 1335, Siemorads, 1436, Siemoradz/Schimoradz, 1447, Semoradz, 1472, 1575, 1577). Przyjmowała też adideacyjną formę Siedmoradz (z Sedmoradza, 1481, Sedmoracz, 1679), Siedmioradz (Siedmioracz, 1652). Zapisy z XVI i XVII wieku sygnalizowały zmianę z Siemo- na Simo- (na Symoradzÿ, 1592, na Simoradzu, 1603), wystąpił też podział na Simoradz Dolny i Górny (np. horni ÿ dulni Semoradz, 1687—1694). Germanizacja w formie Schimoradz wystąpiła już w 1447, ale np. w 1804 była w formie Schymoratz. Wymowa gwarowa brzmi simorac, -dza, simoradzki.
Nazwę „Simoradz” wywodzono też z języka staromorawskiego, w którym nazwa znaczyłaby tyle co „ziem orać”, więc wywodzić się miała od rolnictwa. Jakoby na potwierdzenie tego od XVIII wieku Simoradz miał w herbie, sygnecie i pieczęci snop zboża stojący kłosami w górę, później barwione na żółto, na niebieskim tle (kolorystyka herbu piastów cieszyńskich).

## Geografia
Miejscowość rozłożona jest na jednym ze wzgórz Pogórza Cieszyńskiego o wysokości 350 m n.p.m., w północno-wschodniej części gminy Dębowiec, w widłach dwóch prawostronnych dopływów Knajki. Od strony północnej i północno-wschodniej graniczy poprzez potok Racznica z Wiślicą, na południowym wschodzie poprzez las Plaskowiec ze Skoczowem, na południu poprzez potok Wilamowski z Wilamowicami i Iskrzyczynem, na zachodzie z Dębowcem. W granicach sołectwa wyróżnia się części miejscowości: Wieś (centrum i najwyżej położona część wsi), Dębina (niem. Eichenfeld, w południowo-zachodniej części od reszty Simoradza oddzielona potokiem Wilamowickim, niegdyś należąca do „Jana na Dębowcu”, który podarował ją Simoradzowi w prezencie; identyfikator SIMC: 0051718), Górny Koniec (niem. Oberfeld, w części wschodniej, SIMC: 0051724), Strokowskie (niem. Strokowsky, w części południowo-wschodniej), Pole (niem. Langfeld, w części północno-centralnej) oraz Podlesie (niem. Podlesi, SIMC: 0051730) i Zalesie (niem. Zalesi) leżące z perspektywy centrum przed i za Podleskim lasem. Łącznie lasy i grunty leśne stanowiły w 2006 roku 18,4% powierzchni sołectwa, użytki rolne 60,5%, stawy 12,7% (należą one do Gospodarstwa Rybackiego w Pogórzu), tereny zabudowane 4,8%. Zabudowa jest chaotyczna, jednak główna oś zabudowy przypomina końską podkowę, idąc od budynku szkoły na wschód w kierunku centrum i zawracając przez centrum na południe i zachód wzdłuż drogi wiodącej ze Skoczowa do Dębowca.

### Części wsi
| SIMC    | Nazwa        | Rodzaj    |
| ------- | ------------ | --------- |
| 0051718 | Dębina       | część wsi |
| 0051724 | Górny Koniec | część wsi |
| 0051730 | Podlesie     | część wsi |

## Historia
Pierwsze wzmianki o Simoradzu związane są z istniejącą tu już w XIII wieku parafią, co czyni ją jedną z najstarszych, obok Dębowca i fary cieszyńskiej, na Śląsku Cieszyńskim. W dokumencie z dnia 30 marca 1286 proboszcz simoradzki, ks. Tilo (Tyl), zaświadcza, że odczytał w kościele raciborskim klątwę na księcia Henryka wrocławskiego. Wieś znajdowała się wówczas w kasztelanii cieszyńskiej będącej częścią piastowskiego (polskiego) księstwa raciborskiego, powstałego w wyniku trwającego od śmierci księcia Władysława opolskiego w 1281/1282 rozdrobnienia feudalnego księstwa opolsko-raciborskiego. Władał nim książę Mieszko, który w 1290 przeniósł się z Raciborza do Cieszyna tworząc nowe Księstwo Cieszyńskie, w granicach którego znalazł się również Simoradz. Po raz kolejny Simoradz wymieniony został w łacińskim dokumencie Liber fundationis episcopatus Vratislaviensis (pol. Księga uposażeń biskupstwa wrocławskiego), spisanym za czasów biskupa Henryka z Wierzbna ok. 1305 w szeregu wsi zobowiązanych do płacenia dziesięciny biskupstwu we Wrocławiu, w postaci item in Semoraz debent esse XX mansi, de quibus ad ecclesiam ibidem pertinent V) mansi ab antiquo. Zapis ten oznaczał, że wieś posiadała 20 łanów większych, a 5(6?) łanów od dawna świadczy na rzecz kościoła. Starsze wsie rzadko wpisywano do owego dokumentu, a wpisanie do niego Simoradza związane było z tym, że biskupi wrocławscy postanowili przynależne im dziesięciny z pozostałych 15(14?) łanów przyznać proboszczowi. Wpis ten związany był również z przenosinami z prawa polskiego na prawo niemieckie i ewnetualną rekolonizacją. Od 1327 księstwo cieszyńskie stanowiło lenno Królestwa Czech, a od 1526 roku, w wyniku objęcia tronu czeskiego przez Habsburgów, wraz z regionem pozostawało aż do 1918 roku w monarchii Habsburgów (potocznie Austrii). Od momentu prawdopodobnego założenia na początku XIII wieku do XVI Simoradz był wsią książęcą, następnie przechodził z rąk do rąk rodów szlacheckich: Bilskich, Pogórskich, Skoczowskich z Kojkowic na Wilamowicach, Goczałkowskich, Marklowskich, Bludowskich i innych. Ostatnim dziedzicem ziemiańskim był Karol Zischka, kupiec z Mistka.
W sprawozdaniu z poboru świętopietrza z 1335 w diecezji wrocławskiej na rzecz Watykanu, sporządzonego przez nuncjusza papieskiego Galharda z Cahors, wśród 10 parafii archiprezbiteratu w Cieszynie wymieniona jest parafia w miejscowości Zimoracz, czyli Simoradz. Została ponownie wymieniona w podobnym spisie sporządzonym przez archidiakona opolskiego Mikołaja Wolffa w 1447 pod nazwą Schimoradz. Pierwotna świątynia katolicka wzniesiona została prawdopodobnie w XIII w. Tak jak obecnie, była murowana i posiadała osobną dzwonnicę. Jak podają źródła z XVII w., kościół był jednak dość zaniedbany. Obecna, murowana świątynia została wzniesiona ok. XV wieku. W 1545 w księstwie cieszyńskim rozpoczęła się Reformacja, z czasem również simoradzka ludność przeszła w znacznej mierze na wyznanie protestanckie i przejęła miejscowy kościół odnawiając go w 1611. W 1654 władze austriackie, w ramach kontrreformacji, na mocy rozporządzenia odebrały budynek kościoła i zamknęły go. Zaraz potem kościół przyłączono do parafii w Dębowcu, a w latach późniejszych był też filią parafii w Skoczowie. W tym czasie miejscowi ewangelicy zostali pozbawieni świątyni na wiele lat. Sytuację zmieniło powstanie kościoła i zboru obejmującego Simoradz w Drogomyślu w 1788, a jeszcze bliżej w Skoczowie w 1865. W 1842 kościół pw. św. Jakuba został rozbudowany, a następnie kilkakrotnie remontowany w XX wieku.
Pierwsza szkoła została założona w 1763. Własnego budynku doczekała się w 1793, w pobliżu kościoła św. Jakuba. Uczęszczały do niej dzieci głównie wyznania ewangelickiego, jak również katolickiego. Od 1869 szkoła przyjęła charakter świecki. Nowa szkoła powstała 1903 roku, a w latach 1983-1985 została rozbudowana.
Znaczące zmiany własnościowe i społeczne w Simoradzu nastąpiły pod koniec XVIII i w XIX wieku, co związane było z upadkiem poddaństwa na austriackiej wsi. W 1858 r. Simoradz stał się własnością Komory Cieszyńskiej i arcyksięcia Albrechta Fryderyka, cesarskiego marszałka polnego. Po jego śmierci, dobra odziedziczył arcyksiążę Fryderyk, syn arcyksięcia Karola Ferdynanda Habsburga. Komora zarządzała dwoma miejscowymi folwarkami: Dólskim i Górskim, przy którym funkcjonowała gorzelnia. W tym okresie Simoradz zaczął również funkcjonować jako gmina (niem. gemeinde), na czele której stawało Zastępstwo Gminne, zaistniała również funkcja przełożonego gminy – wójta. Pierwszym wójtem został w 1848 Paweł Ciemała, W 1873 wójtem został Ludwik Rużiczka, pochodzący z Wiednia, który językiem urzędowania ustanowił niemiecki. Przeciwną politykę uprawiał Jerzy Raszka (1888-1894), który urzędowość prowadził w języku polskim, a w 1899 w tymże języku spisał „Pamiętnik gminy Simoradz”.
W 1869 Simoradz liczył 75 domów i 571 mieszkańców, w porównaniu do roku 1890 liczba ludności spadła do 547, z czego 372 (68%) ewangelików i 175 (32%) katolików. Według austriackiego spisu ludności z 1900, w 74 budynkach w Simoradzu, na obszarze 699 hektarów, mieszkało 558 osób, co dawało gęstość zaludnienia równą 79,8 os./km². Z tego 182 (32,6%) mieszkańców było katolikami, 369 (66,1%) ewangelikami, 7 (1,3%) wyznawcami judaizmu, 546 (97,8%) było polsko- a 5 (0,9%) niemieckojęzycznymi. Do 1910 roku liczba mieszkańców wzrosła do 569, z czego 564 zameldowanych było na stałe, 207 (36,4%) było katolikami, 356 (62,6%) ewangelikami, 6 (1,1%) żydami, 560 (98,4%) polsko-, 3 (0,5%) niemiecko- a 1 (0,2%) czeskojęzycznymi.
Po zakończeniu I wojny światowej tereny, na których leży miejscowość - Śląsk Cieszyński stał się punktem sporu pomiędzy Polską i Czechosłowacją. W 1918 roku na bazie Straży Obywatelskiej miejscowi Polacy utworzyli lokalny oddział Milicji Polskiej Śląska Cieszyńskiego, który podlegał organizacyjnie 14 kompanii w Skoczowie. 
30 stycznia 1919, w obronie Simoradza, III batalion 9 Pułku Piechoty Legionów pod dowództwem pułkownika Bolesława Jatelnickiego stoczył walkę z pięciokrotnie silniejszymi oddziałami czeskimi. Ostatecznie decyzją Rady Ambasadorów z dnia 28 lipca 1920 roku wieś została przyznana Polsce. 
W okresie międzywojennym rozparcelowaniu uległ folwark Dólski oraz częściowo Górski, którego część przekazana została organizacji „Caritas”. W latach 1926–1928 na ewangelickim cmentarzu powstała kaplica, przemianowana w 1995 na kościół Ducha Świętego. 8 marca 1925 założono oddział OSP, remizę oddano do użytku w 1938.
Podczas II wojny światowej Simoradz znalazł się w granicach III Rzeszy. Po wojnie miejscowe rolnictwo w obliczu zmian ustrojowych uległo drastycznym zmianom. W 1952 powstała Rolnicza Spółdzielnia Produkcyjna „Wyzwolenie” (RSP) o początkowej powierzchni 85,24 ha, która w krótkim czasie wzrosła do ponad 103 ha, gdy w międzyczasie gospodarstwa miejscowych rolników skarłowaciały. W 1966 zorganizowano miejscowy klub Ludowy Związek Sportowy „Wyzwolenie” i jego dwie sekcje: piłkarską i turystyczną. Budowę boiska rozpoczęto w 1974, a pawilonu sportowego w 1979, oddano je do użytku w 1985.
W latach 1975–1998 miejscowość położona była w województwie bielskim.
25 kwietnia 2010 w centrum wsi odsłonięto Krzyż Katyński upamiętniający ofiary zbrodni katyńskiej.

## Zabytki i pomnik przyrody
Według Narodowego Instytutu Dziedzictwa, w miejscowości znajdują się następujące obiekty zabytkowe

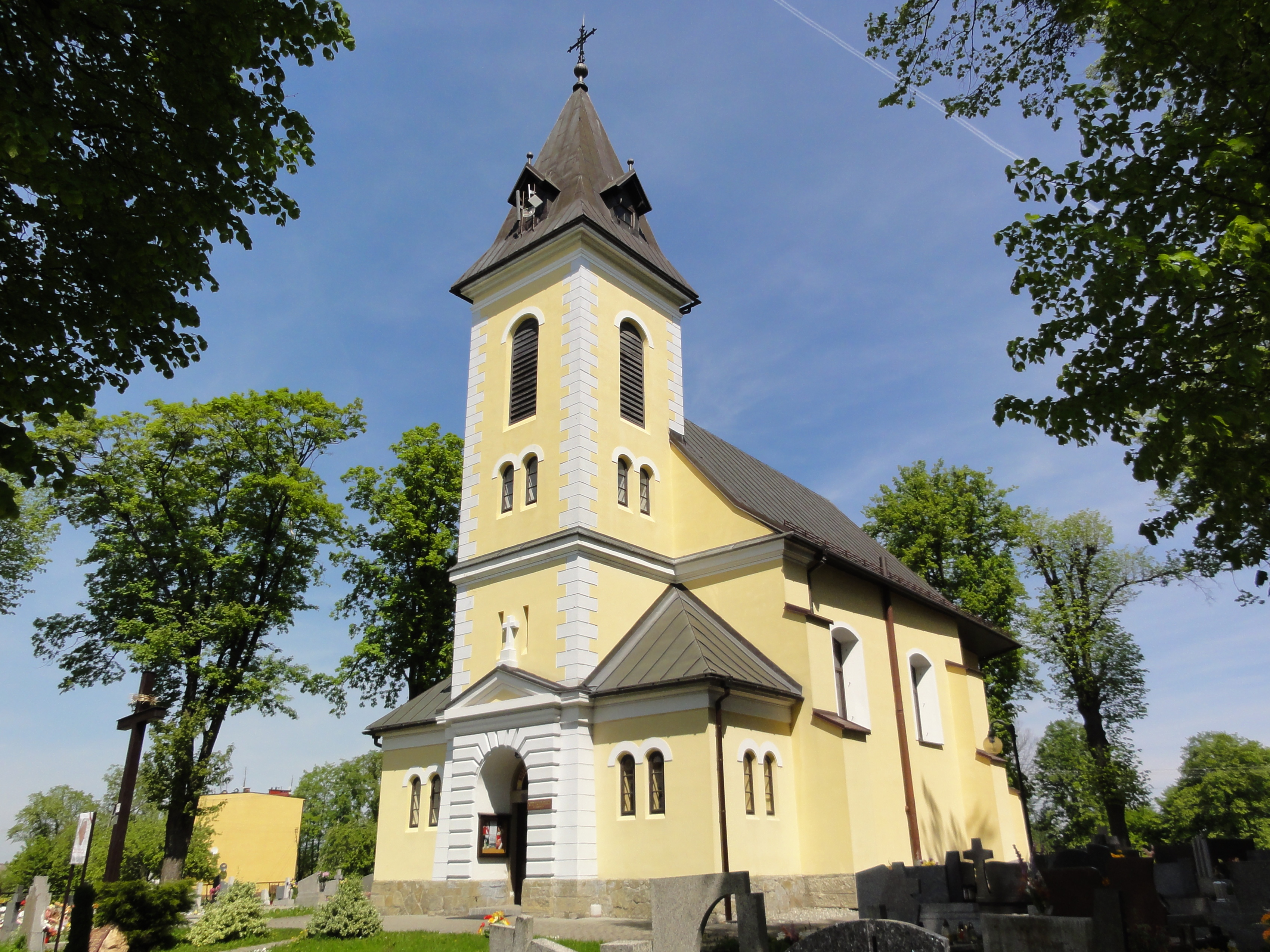
Kościół pw. św. Jakuba w Simoradzu

- Kościół pw. św. Jakuba w Simoradzugotycki kościół pw. św. Jakuba z XV wieku, z ołtarzem prawdopodobnie z XIII wieku[27], przebudowany w 1892. Wewnątrz epitafia z XVII i ołtarze z rzeźbami świętych z XVIII wieku. Niedawno zostały odkryte polichromie gotyckie (z XV wieku), nad którymi trwały dwuletnie prace konserwatorskie.

- stodoła z XVIII wieku

- drewniana dawna gorzelnia, w obrębie dawnego folwarku, z 1 poł. XIX wieku

W pobliżu kościoła dawne zabudowania dworskie (spichlerz z XVII wieku został w latach 70. XX wieku przeniesiony do Górnośląskiego Parku Etnograficznego w Chorzowie).
Znajdujący się na terenie miejscowości 180-letni buk zwyczajny (Fagus silvatica) o obwodzie 300 cm i wysokości 28 m uznany został za pomnik przyrody w 1973.

## Religia
Na terenie wsi działalność duszpasterską prowadzą następujące kościoły:
- Kościół Rzymskokatolicki (parafia Świętego Jakuba Apostoła)
- Kościół Ewangelicko-Augsburski (filiał parafii w Skoczowie)

## Turystyka
Przez miejscowość przechodzą szlaki turystyczne:
- żółta trasa rowerowa nr 11 – Landek – Skoczów – Cieszyn (39 km)
- Beskidzka Droga św. Jakuba (Stary Sącz – Simoradz). W miejscowości tej kończy się IV odcinek tego szlaku (Szczyrk – Simoradz)[29]

## Sport
Na terenie miejscowości funkcjonuje klub sportowy LKS „Wyzwolenie” Simoradz. Powstał on w 1966 roku i prowadzi sekcje: piłkarską (od 1967), judo (od 1988), turystyczną (od 1968) a wcześniej także szachową (1977-1998), skibobową (1984-1995), piłki siatkowej (1985-1993). Zajęcia prowadzone są w oparciu o własne obiekty sportowe na które składają się:
- Pawilon sportowy (pełnowymiarowa hala gimnastyczna, siłownia, sauna, 35 miejsc noclegowych w pokojach 2-6 osobowych)
- Boiska do piłki nożnej (pełnowymiarowe, treningowe, 2 korty tenisowe)
- Boisko do siatkówki plażowej

## Galeria

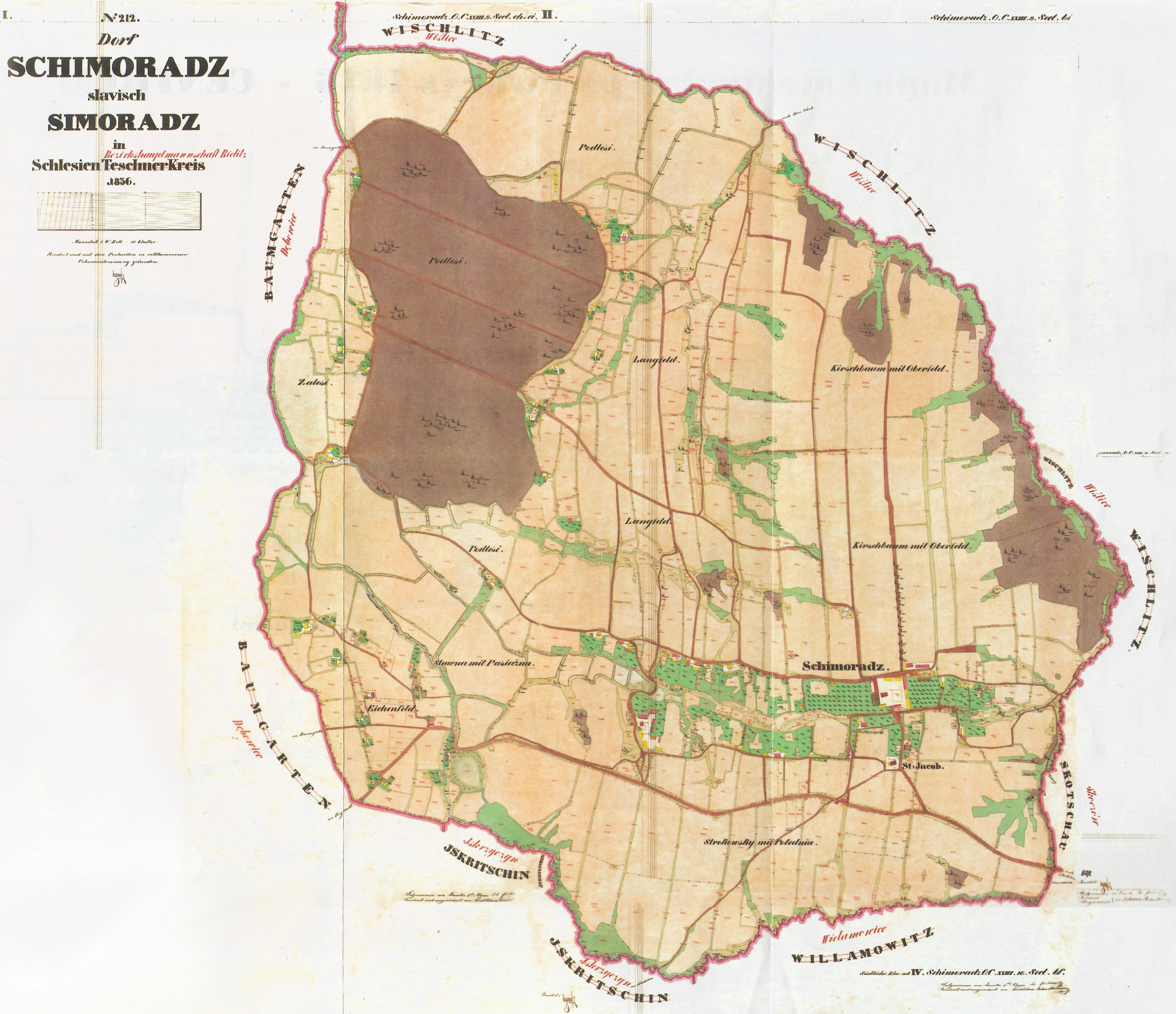
Mapa katastralna gminy z 1836
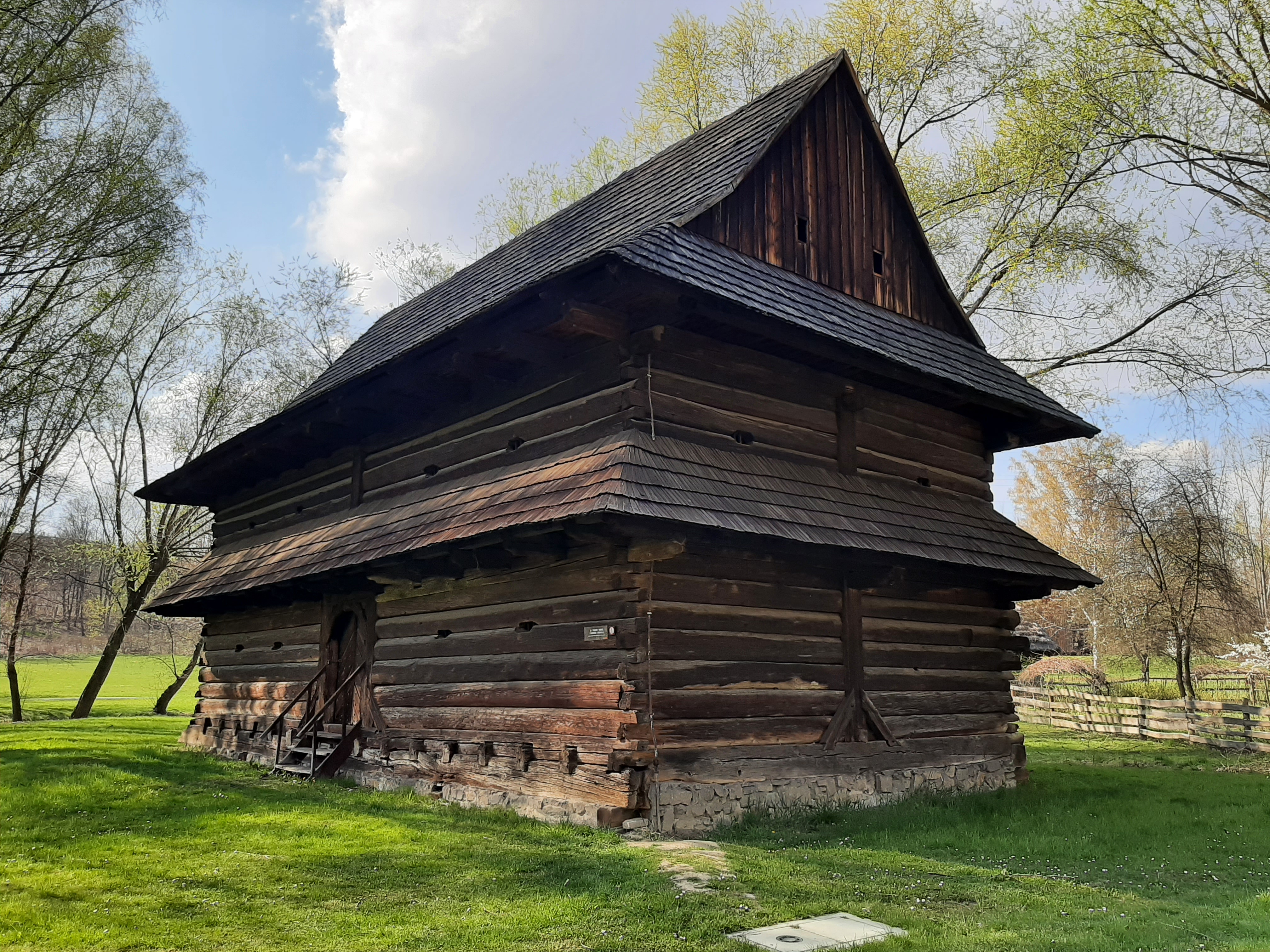
Spichlerz z Simoradza z 1738, Górnośląski Park Etnograficzny
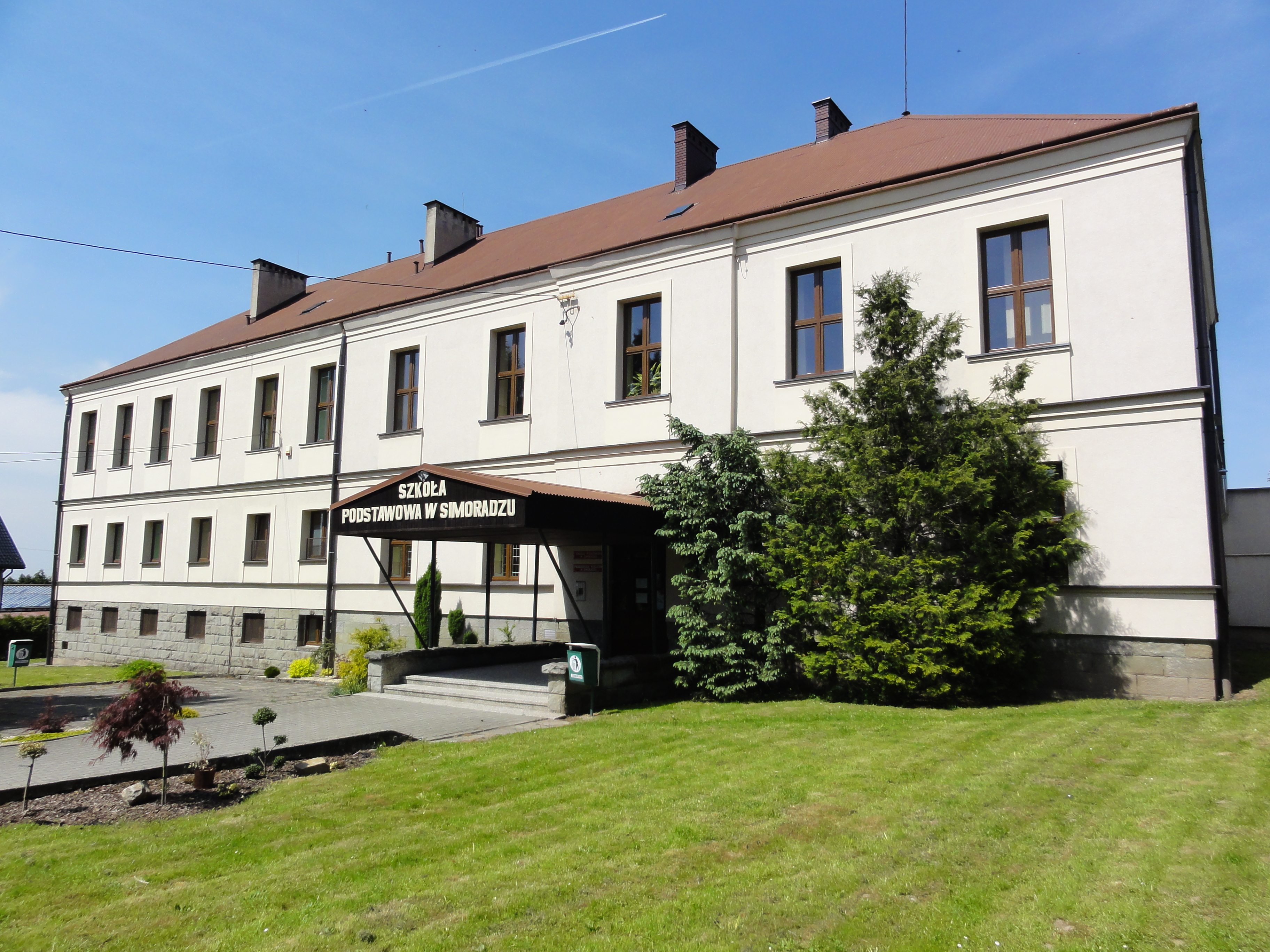
Przedszkole Publiczne i Szkoła Podstawowa
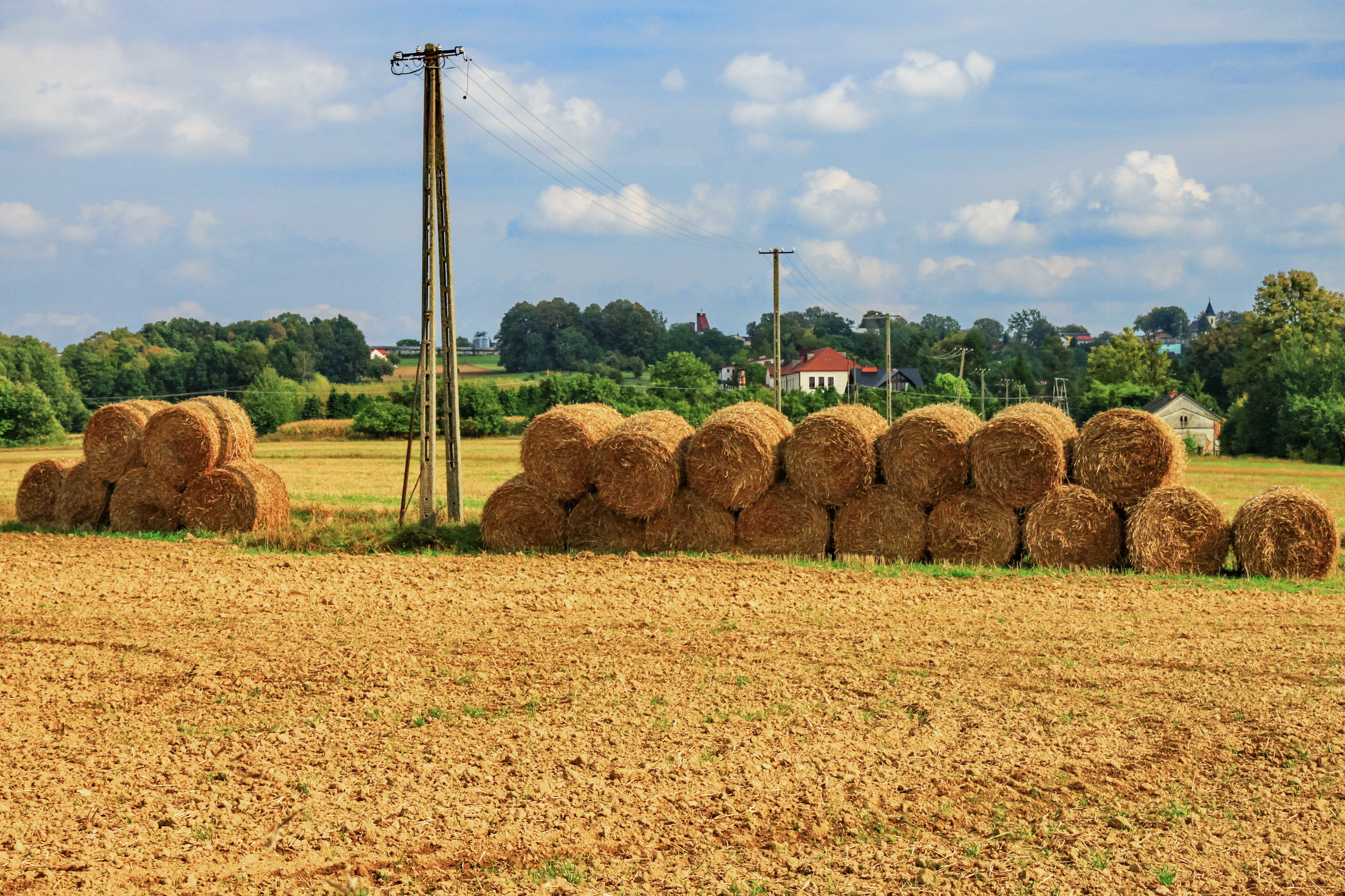
Snopy siana na polu